# 銀帶棘鱗魚
銀帶棘鱗魚，又稱日本金鱗魚，俗名金鱗甲、鐵甲兵、鐵線婆是輻鰭魚綱金眼鯛目金鱗魚科的其中一種。

## 分布
本魚分布於印度太平洋海域。

## 特徵
本魚魚體呈紅色，體側各鱗片上均有一白色縱斑，且縱斑間接成縱帶，約11列。各鰭紅色，在第一背鰭上有一白色縱帶，且在第一鰭棘和第三鰭棘間的白縱帶上方有一黑斑，此為其明顯特徵。臀鰭第三鰭棘特別強大。體長可達20公分。

## 生態
本魚棲息於水深16公尺以下的熱帶海域礁岩坡外，以甲殼類、魚類為食。

## 經濟利用
可食用，肉爛無味，宜油炸食之。